# Millant'anni
Millant'anni è un romanzo di Giulio Angioni pubblicato nel 2002 da il Maestrale.

## Trama
Sedici personaggi, per sedici capitoli, dal piccolo Gonnai nuragico che scopre la sua ombra fino a Gigi emigrato di ritorno che porta gli sposi nel suo taxi londinese il giorno delle nozze: tutti qui dicono qualcosa di momenti più o meno cruciali degli oltre tremila anni di storia, passata in un luogo di Sardegna detto Fraus, per ricordare raccontando "le molte età perdute a strati sotto i piedi".

## Edizioni
- Giulio Angioni, Millant'anni, cartacea, il Maestrale, 2002,  pp. 181, ISBN 88-86109-59-8.
- Giulio Angioni, Millant'anni, cartacea, Euromeeting/Italiana/Mediasat, 2003,  pp. 128, ISBN 84-9789-002-7.
- Giulio Angioni, Millant'anni, cartacea, il Maestrale, 2009,  pp. 181, EAN 9788889801871.
- Giulio Angioni, Millant'anni, ebook, formato EPUB con Social DRM, il Maestrale, 2009,  pp. 181, EAN 9788864290461.